# Fritz Dinkhauser
Fritz Dinkhauser, né le 16 avril 1940 à Innsbruck (Autriche), est un homme politique autrichien (ex-chrétien social).

## Vie privée et carrière sportive
Dinkhauser est né au Tyrol et y a passé presque toute sa vie. Il est marié, père et grand-père. Il doit les débuts sa notoriété locale à ses prestations sportives: il remporte à six reprises le championnat de lancer de marteau dans sa province, avant de représenter l'Autriche aux JO d'hiver de Grenoble en 1968 en bob. Il se classe toutefois huitième.

## Carrière syndicale et ascension au sein de l'ÖVP
Dès 1964, il s'investit dans les organisations de jeunesse de l'ÖVP, le parti social-chrétien de tous temps majoritaire au Tirol. Il adhère au courant syndical du parti, et devient en 1971 secrétaire de l'ÖAAB, l'organisation des salariés chrétiens-sociaux. En 1979, il est élu sur la liste sociale-chrétienne à la chambre du travail de la province. Il en prend finalement la présidence en 1991. Deux ans plus tard, il est vice-président des chambres du travail à l'échelon national, et prend la tête du groupe national de l'ÖAAB en 1994. Il est à partir de cet instant une figure incontournable du paysage syndical social-chrétien, et une personnalité politique importante du Tirol.

## Rupture avec l'ÖVP
En 2008, il décide de se présenter sous ses propres couleurs aux élections locales, défendant une ligne sociale et conservatrice conforme aux traditions de l'aile syndicale de l'ÖVP. Il fonde un Forum Civique Dinkhauser et se classe deuxième du scrutin, avec plus de 18 % des voix. L'ÖVP reste en tête, mais enregistre une chute historique. La direction du parti refuse de négocier avec Dinkhauser et conclut une Grande Coalition avec les Sociaux-Démocrates.
Dans les semaines qui suivent, la coalition au pouvoir à Vienne implose. Des élections législatives anticipées sont convoquées. Dinkhauser annonce sa candidature le 8 juillet. Crédité un temps de 5 à 6 % des suffrages, il perd cette dynamique après l'échec de ses discussions avec les europhobes de RETTÖ et Hans-Peter Martin. Il n'obtient finalement que 1,8 % des voix.